# Heterospio sinica
Heterospio sinica is een borstelworm uit de familie Longosomatidae. Het lichaam van de worm bestaat uit een kop, een cilindrisch, gesegmenteerd lichaam en een staartstukje. De kop bestaat uit een prostomium (gedeelte voor de mondopening) en een peristomium (gedeelte rond de mond) en draagt gepaarde aanhangsels (palpen, antennen en cirri).
Heterospio sinica werd in 1966 voor het eerst wetenschappelijk beschreven door Wu & Chen.